# Шилівська сільська рада (Решетилівський район)
Шилівська сільська рада — адміністративно-територіальна одиниця у Решетилівському районі Полтавської області з центром у c. Шилівка.
Населення — 829 осіб.

## Населені пункти
Сільраді були підпорядковані населені пункти:
- c. Шилівка
- с. Онищенки
- с. Паненки